# Globie
Globie est la mascotte des célèbres Harlem Globetrotters, équipe de basket-ball des États-Unis, connue à travers le monde entier pour ses prestations de basketball.

## Détails

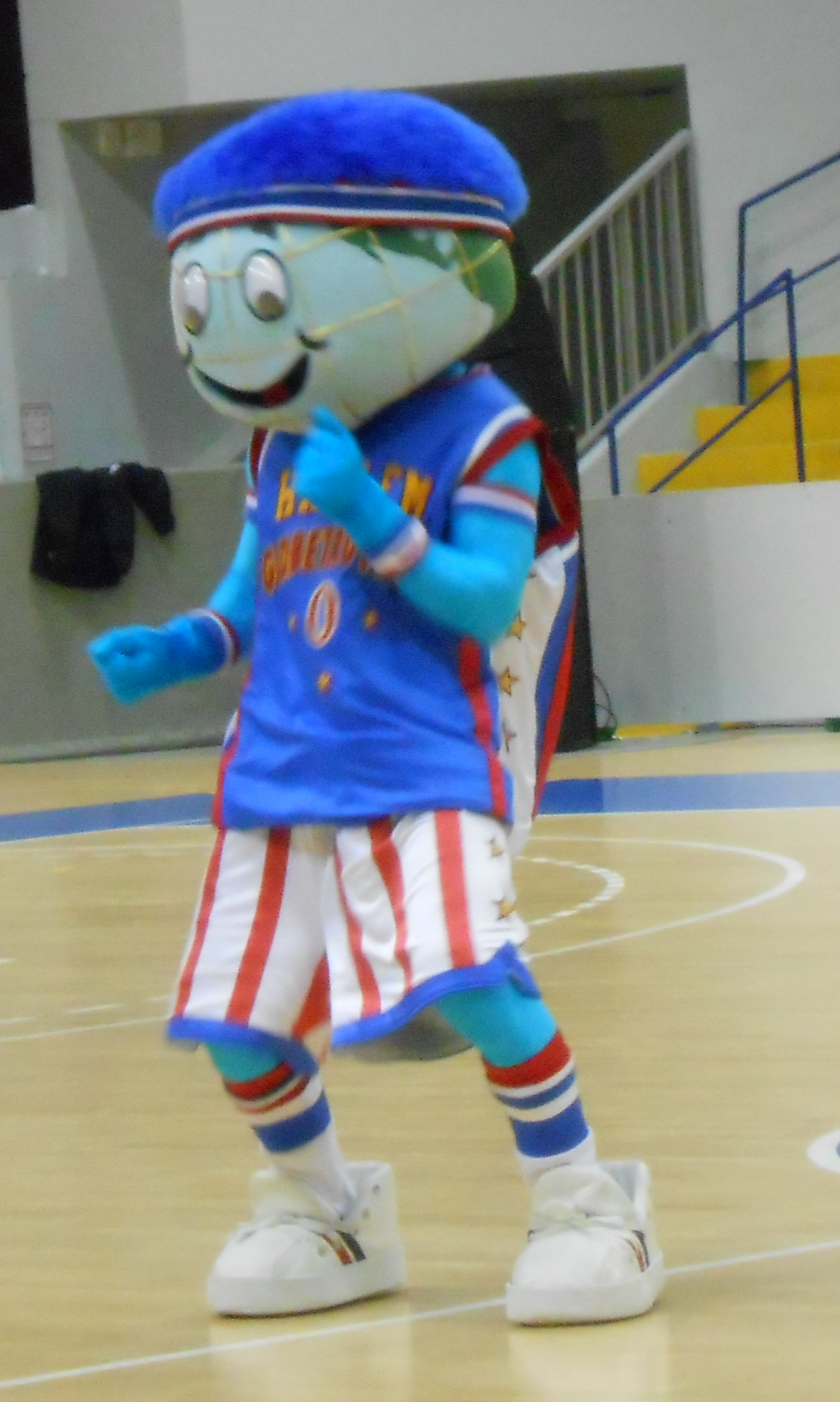
Globie la mascotte des Harlem Globetrotters.

- La mascotte, Globie a une tête en forme de globe terrestre.
- Elle porte un t-shirt au couleur des Harlem Globetrotters, rouge et blancs.
- Elle a un short bleu clair, avec une étoile sur chaque côté.
- Globie met à ses pieds des baskets blanches, avec des lacets bleus, blancs et rouges.